# Dimensión de escala anómala
En física teórica, por anómalo se entiende normalmente que la simetría permanece rota aun cuando el factor de ruptura de simetría llega a cero. Cuando la simetría que se ha roto es invariante en escala, las leyes de verdadera fuerza no pueden hallarse por razonamiento dimensional como en la  turbulencia o en la teoría cuántica de campos. En este último, la dimensión de escala anómala de un operador es la contribución de la mecánica cúantica a la dimensión de escala clásica de dicho operador.
La dimensión de escala clásica de un operador O se determina por análisis dimensional del lagrangiano (en 4 dimensiones espacio-tiempo esto quiere decir 1 dimensión para los campos bosonicos elementales incluyendo los potenciales vectores, 3/2 para los campos fermiónicos elementales, etc.). Aunque si uno calcula el correlador de dos operadores de este tipo, se encuentra normalmente que aparecen divergencias logarítmicas de los diagramas de Feynman de un loop. La expansión en la constante de acoplamiento tiene la forma esquemática
{\displaystyle O(x)O(y)\sim {\frac {1}{|x-y|^{2\Delta _{0}}}}\left(1-2g^{2}A\log(\Lambda |x-y|)+\cdots \right)}
donde g es una constante de acoplamiento, {\displaystyle \Delta _{0}} es la dimensión clásica, y {\displaystyle \Lambda } es un límite ultravioleta (la máxima energía permitida en las integrales loop). A es una constante que aparece en los diagramas loop. La expresión de arriba puede verse como una expansión de Taylor de toda la dimensión cuántica.
{\displaystyle O(x)O(y)\sim {\frac {1}{|x-y|^{2\Delta }}};\qquad \Delta =\Delta _{0}+g^{2}A+\cdots }
El término {\displaystyle g^{2}A} es la dimensión de escala anómala mientras que Δ es la dimensión completa. Las teorías conforme de campos están normalmente acopladas de manera fuerte a la dimensión completa y no pueden ser calculadas fácilmente por expansión de Taylor. Las dimensiones completas en este caso suelen llamarse exponentes críticos. Estos operadores describen los conformes estados ligados con un espectro continuo de masa.
En particular, 2Δ = d − 2 + η para el exponente crítico η para el operador escalar. Tenemos una dimensión de escala anómala cuando η ≠ 0.
Una dimensión de escala anómala indica una renormalización de función de onda dependiente de la escala.
Las escalas anómalas aparecen también en física clásica.